# دیره دین‌پناه
دیره دین‌پناه یک نژاد از حیوان خانگی بز است که خاستگاه آن کشور پاکستان می‌باشد.